# Eldslandsminerare
Eldslandsminerare (Geositta antarctica) är en fågel i familjen ugnfåglar inom ordningen tättingar.

## Utbredning och systematik
Arten häckar i södra Chile och södra Argentina. Vintertid flyttar den så långt norrut som till Mendoza. Den behandlas som monotypisk, det vill säga att den inte delas in i några underarter.

## Status
Arten har ett stort utbredningsområde och beståndet anses vara stabilt. Internationella naturvårdsunionen IUCN listar den därför som livskraftig (LC).